# Polenta saracena
La  polenta saracena è un piatto tipico dell'Alta Val Tanaro che prende il nome dal grano saraceno.
La coltivazione del grano saraceno fu introdotta nella valle verso la fine del primo millennio, successivamente alla presenza dei Saraceni, della quale sono rimaste, oltre ad alcune torri di guardia, danze caratteristiche, come il Bal dò Sabre di Bagnasco, toponimi e parole dialettali, soprattutto nella zona di Ormea e di Garessio. Il grano saraceno si diffuse  sulle montagne a quote piuttosto alte, sopra i mille metri, per il suo ciclo di vita breve, dalla primavera all'autunno, che ne consentiva la coltivazione dove il frumento ed altri prodotti non riuscivano a giungere a maturazione.
La farina di grano saraceno fu inizialmente usata per cucinare zuppe e paste con cereali diversi ma, per trovare il suo miglior utilizzo dovette attendere l'arrivo dal nuovo continente dalla patata, la cui coltivazione si diffuse sulle montagne della valle soltanto nel diciottesimo secolo. Dal milleottocento il piatto tipico delle montagne dell'Alta Val Tanaro è la polenta saracena, dove la farina di grano saraceno e le patate, con l'aggiunta più recente di un po' di farina di frumento per renderla meno scura, formano un morbido impasto che viene condito con un delicato sugo di latte, porri e funghi secchi, prodotti disponibili in tutte le stagioni. Dall'autunno alla primavera la polenta saracena costituiva, in alternanza con le castagne, il piatto unico quotidiano per le famiglie locali ed oggi viene proposto, nella ricetta tradizionale o con alcune piccole varianti, in sagre e feste e da alcune trattorie locali come piatto tipico della tradizione culinaria dell'Alta Val Tanaro.

## Gli ingredienti della polenta saracena
dose per 1 kg di patate
- 1 kg di patate
- 100 g di farina di grano saraceno
- 200 g di farina di frumento
- latte con panna
- porri
- funghi porcini secchi

### Il grano saraceno
Una pianta venuta da lontano, che si semina all'inizio della primavera e si raccoglie alla fine dell'estate. Rustico e resistente, si coltiva su terreni impervi ad altitudini elevate, al di sopra dei mille metri. Dalla macinazione dei chicchi di grano saraceno si ottiene una farina scura che, insieme alla farina di frumento, oltre che per la polenta saracena si usa per l'impasto di lasagne e tagliatelle proposte da molti ristoranti della valle.

### Le patate
L'impasto morbido della polenta saracena è dovuto ad un perfetto amalgama tra le farine di grano saraceno e di frumento e le patate, che devono bollire per almeno un'ora, appena coperte d'acqua. La giusta consistenza e la contemporanea morbidezza della polenta si ottengono soltanto con l'uso delle patate coltivate sui versanti delle montagne della valle che, oltre ad essere assolutamente naturali, non vengono irrigate né innaffiate ed hanno perciò gusto e consistenza particolari.

### I funghi secchi
I funghi porcini che si raccolgono nei boschi della valle, fra i castagni, le betulle o i faggi, da quelli estivi a quelli autunnali, hanno un sapore ed un profumo particolare che si mantiene facendoli seccare, e si esalta nel sugo della polenta saracena.

### I porri
I porri che vengono coltivati negli orti di fondovalle e sugli appezzamenti dei versanti sono di modeste dimensioni, con le foglie quasi interamente bianche, e si conservano per tutta la stagione invernale. Hanno un gusto caratteristico e delicato, che si abbina in modo armonico con i funghi secchi ed il latte nel sugo della polenta saracena.

## La preparazione della polenta saracena
Si fanno bollire le patate, appena coperte dall'acqua salata e dalle farine di frumento e di grano saraceno, per circa un'ora e poi si pestano insieme fino ad ottenere la giusta consistenza. A parte si prepara il sugo facendo rosolare con un po' di burro i porri e poi i funghi secchi ammorbiditi  e tagliuzzati in piccoli pezzi, infine si aggiunge il latte con la panna e si fa cuocere a lungo a fuoco lento.